# Estadio Passo d'Areia
El Estadio Passo d'Areia es la sede del Esporte Clube São José, donde disputa sus partidos como local. Está situado en el barrio Santa Maria Goretti, Avenida Assis 1200, Porto Alegre  (30 ° 00'23.92 "S 51 ° 10'24.93" W) y posee una capacidad de hasta 16.000 espectadores. Fue inaugurado el 24 de marzo de 1939. Actualmente es una de las sedes de los encuentros disputados por las selecciones juveniles de Brasil así como lo fue en el Sudamericano de sub-15 de 2007.

## Localización
El "Zequinha", como se lo conoce popularmente, Se sitúa actualmente junto a la sede del Esporte Clube São José.
El partido inaugural se disputó el 24 de marzo de 1940, donde se enfrentaron el Grêmio Foot-Ball Porto Alegrense, triple campeón estadual en el momento contra el equipo local (2-3).
El Estadio de Passo D'Areia ha pasado por varios cambios desde su apertura. 
La grada popular fue totalmente reformado, lo que conlleva a más de 2.500 espectadores más. El trabajo fue presentado por el alcalde José Fogaça.

## Cultural
Con la edificación actual, el Passo D'Areia se convirtió en no solo aforo deportivo sino también sede de espectáculos y eventos internacionales - la lista de los artistas de la música que se presentaron allí incluyen a Elton John, REM y Pearl Jam-. 
En tanto a las instalaciones, cabe destacar que posee piscinas y canchas a disposición de los socios de club.

## Instalaciones
Estadio Paso D'Areia, posee hasta el día de la fecha 5 vestidores, 4 para los jugadores y el restante para los árbitros y sus colaboradores. Así también dispone de 8 cabinas dobles, sala de prensa y otra para las entrevistas.                                               En tanto a las dimensiones del césped, cabe destacar que son de 74m x 105m (césped sintético), tamaño aprobado por la FIFA.